# Художественный музей Фитчберга
Художественный музей Фитчберга (англ. Fitchburg Art Museum; сокр. FAM) — американский художественный музей в городе Фитчберг, округ Вустер, штат Массачусетс.
Одно из самых посещаемых культурных заведений в центральной части Новой Англии жителями северной и центральной части штата Массачусетс, а также южной части штата Нью-Гэмпшир.

## История и деятельность
Музей был основан в 1925 году по завещанию художницы, коллекционера и педагога Элеоноры Норкросс. Музейный комплекс состоит из четырёх зданий с общей площадью более 20 000 квадратных футов; на них представлены региональные исторические и художественные экспонаты, а также африканское, греческое, древнеегипетское и азиатское искусство.

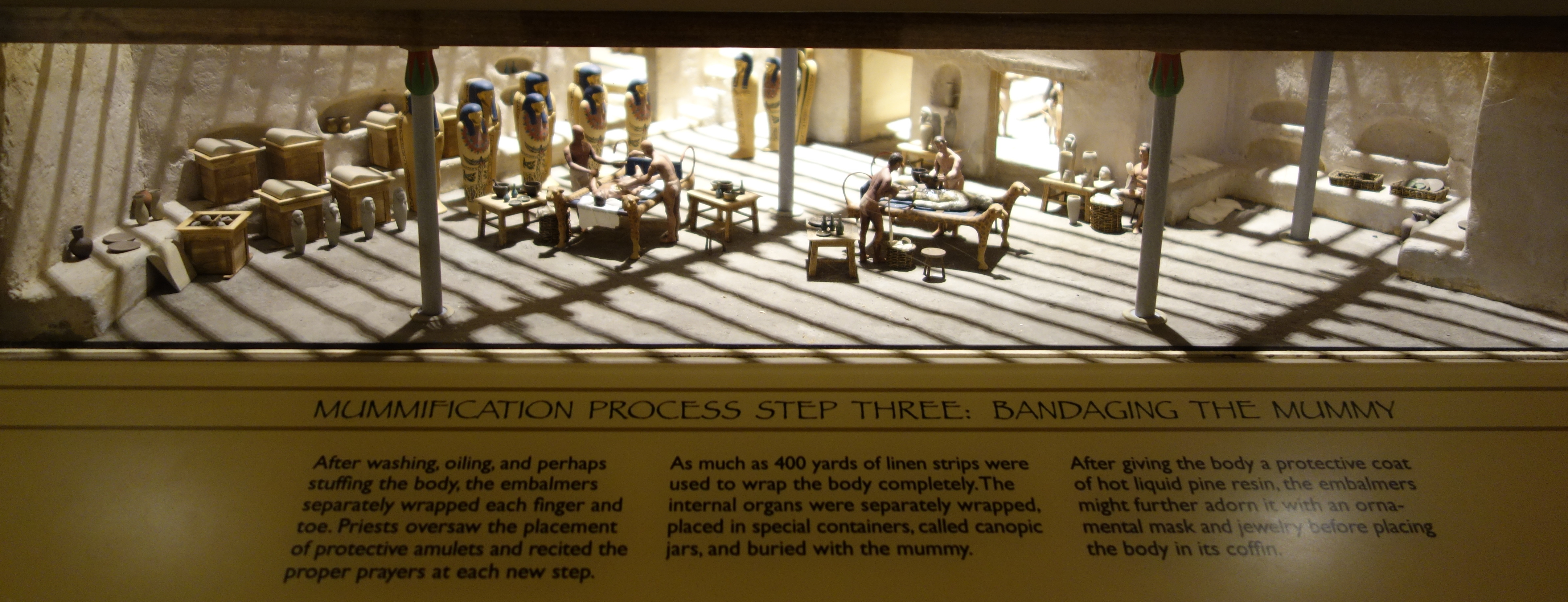
Выставка на тему мумификации в Художественном музее Фитчберга

В 2012 году музей организовал выставочную программу истории современной Новой Англии с использованием современных художественных технологий на двух языках — английском и испанском, так как почти 40% населения Фитчберга — латиноамериканцы, и 55% детей, обучающихся в городских школах, происходят из семей, где испанский язык является основным. Работе музея помогают общественные организации Latino Community Advisory Committee и Cleghorn Neighborhood Association.